# جغرافیای تاریخی

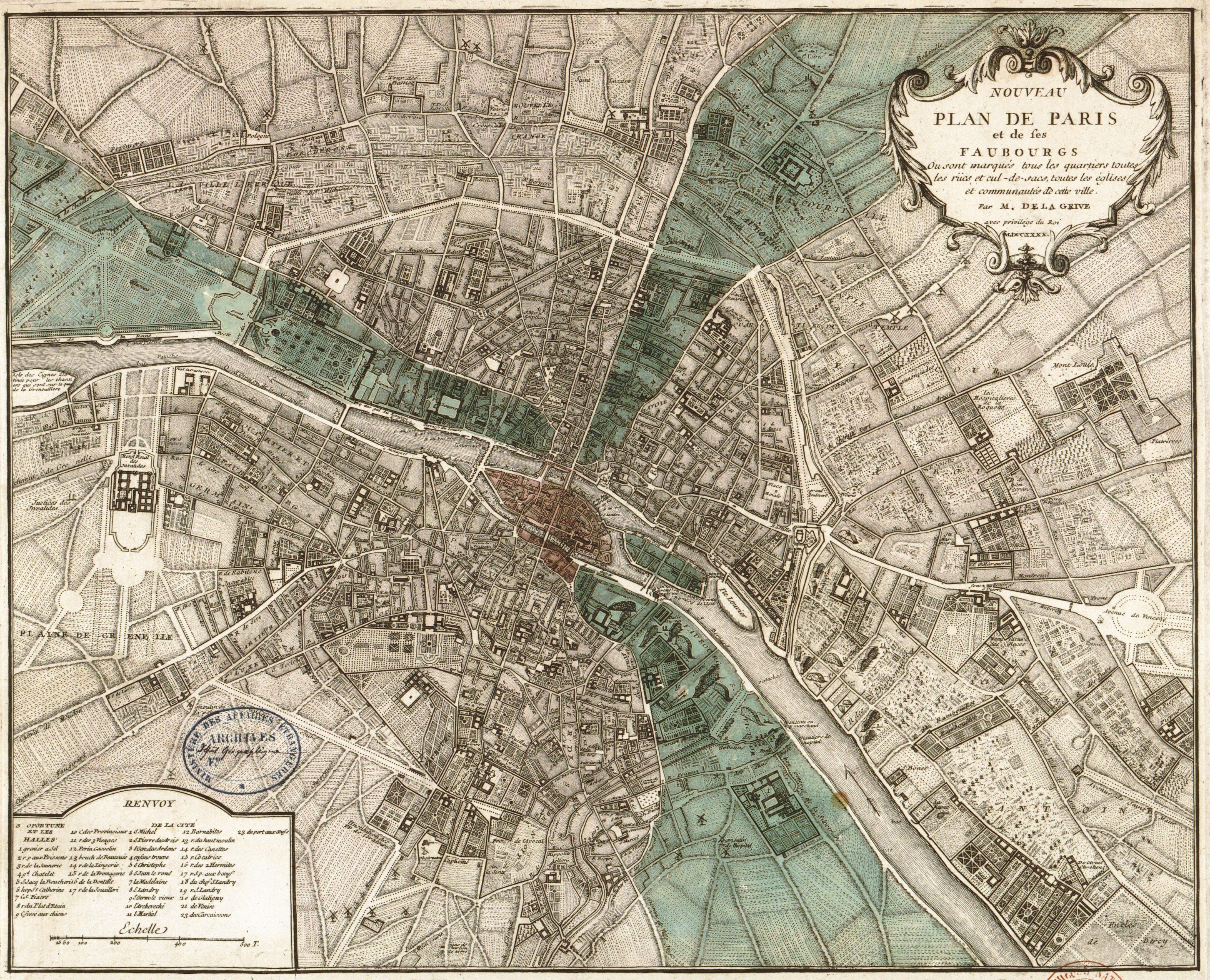
نقشه پاریس در سال ۱۷۴۰

جغرافیای تاریخی عبارت است از علمی که تأثیر محیط جغرافیایی را بر وقایع تاریخی، سیر تکامل دولت‌ها و تغییرات مرزی‌شان و تاریخ اکتشافات جغرافیایی را بیان می‌کند. به عبارت دیگر جغرافیای تاریخی شامل بازسازی محیط‌های گذشته به شیوهٔ بررسی سلسله وقایع در یک زمان یا ارزیابی آنها با توجه به تحولات گذشته.
جغرافیای تاریخی دارای تعاریف مختلفی است. برخی آن را شعبه‌ای از جغرافیای انسانی و بعضی شاخه‌ای از جغرافیای طبیعی دانسته‌اند. برخی عقیده دارند که جغرافیای تاریخی رشتهٔ جداگانه‌ای است از جغرافیا که هم از اوضاع طبیعی و هم از اوضاع اقتصادی و هم از جغرافیای انسانی و سیاسی در طول دوره‌ای از تاریخ بحث می‌کند.
تردیدی نیست که موضوع و مفهوم جغرافیای تاریخی به‌عنوان دانشی جوان در قیاس با سایر عناوین مشابه، قدمتی به درازای پیدایش انسان بر کرۀ زمین دارد و از مجموع تعاریف نقل شده درباره جغرافیای‌ تاریخی می‌توان دریافت که مؤلفه‌هایی همچون بررسی موقعیت‌های گوناگون حوادث تاریخی، تأثیر و تأثر اقلیم بر حوادث انسانی، مطالعه تغییرات جغرافیایی مکان‌ها در پرتو زمان، بررسی سابقه انسان و گذشته تمدن بشری، تحول انواع مختلف معیشت، تحول بهره‌برداری انسان از سرزمین و ... مهم‌ترین و درعین‌حال مورد اتفاق‌ترین ویژگی‌های تعاریف در نظریه‌های صاحب‌نظران بوده است.
جغرافیای تاریخی ریشه‌های عمیقی در مکاتب انگلیسی-آمریکایی دارد.